# تشاك ولف
تشاك ولف (بالإنجليزية: Chuck Wolfe)‏ هو لاعب كرة قاعدة أمريكي، ولد في 15 فبراير 1897، وتوفي في 27 نوفمبر 1957 في شيلسبورغ في الولايات المتحدة.

## وصلات خارجية
- تشاك ولف على موقعبيزبول رفرنس.كوم (الدوري الرئيسي) (الإنجليزية)
- تشاك ولف على موقعبيزبول رفرنس.كوم (الدوري الثانوي) (الإنجليزية)